# Bundesstraße 217
Pour les articles homonymes, voir Route 217.
La Bundesstraße 217 est une Bundesstraße du Land de Basse-Saxe.

## Histoire
La Bundesstraße 217 suit à l'origine le parcours de la chaussée de Hamelin depuis la capitale Hanovre jusqu'à la forteresse de Hamelin à travers l'Électorat de Brunswick-Lunebourg. Cette route de campagne est construite en 1764 par le roi George III qui accorde 12 000 thalers. L’agrandissement de la route existante permet de promouvoir le commerce et l’industrie. La pose de la chaussée a lieu entre 1764 et 1776 sous la direction de l'ingénieur Anton Heinrich du Plat.
Lorsqu’elle entre en 1932 dans la numérotation du réseau routier allemand, cette route fait toujours partie de la route à grande circulation 1 (FVS 1), qui à partir de 1934 est appelée Reichsstraße 1 (R 1) entre Aix-la-Chapelle et Berlin. Vers 1937, le tracé de cette Reichsstraße est modifié et remplace désormais la Reichsstraße 78, plus courte, sur Hildesheim. La route bien développée entre Hanovre et Hameln s'appelle désormais Reichsstrasse 217.
À l'occasion de l'Exposition universelle de 2000 à Hanovre, le contournement de Steinkrug et les premières parties d’un contournement de Weetzen sont achevés. La nouvelle expansion doit être reportée après l'Expo car les fonds importants de l'Expo sont concentrés sur la région de Hanovre. Après de nombreuses protestations pour qu'un contournement de la ligne de chemin de fer ait lieu, les contournements de Weetzen et d'Evestorf sont achevés en 2003.

## Source
- (de) Cet article est partiellement ou en totalité issu de l’article de Wikipédia en allemand intitulé « Bundesstraße 217 » (voir la liste des auteurs).

1. ↑  (de) « Die Bundes- und Reichsstraßen in Deutschland - Nr. 166 bis 327 » [archive du 18 février 2009], sur home.arcor.de (consulté le 16 juillet 2025)